# Жуков, Георгий Андреевич
Георгий Андреевич Жуков (4 апреля 1904 года, город Сергач, ныне Нижегородская область — 22 сентября 1975 год, Краснодар) — советский военный деятель, генерал-майор (1943 год).

## Начальная биография
Георгий Андреевич Жуков родился 4 апреля 1904 года в городе Сергач ныне Нижегородской области.

## Военная служба

### Гражданская война
В мае 1919 года был призван в ряды РККА и направлен красноармейцем в караульную роту при Сергачском уездном военкомате Нижегородской губернии, а в феврале 1921 года был уволен в запас.

### Межвоенное время
В ноябре 1926 года был вновь призван в ряды РККА, после чего был направлен в 71-й отдельный дивизион войск ОГПУ, где исполнял должности командира отделения и командира взвода.
В сентябре 1928 года был направлен на учёбу в Высшую пограничную школу ОГПУ, дислоцированную в Москве, после окончания которой в сентябре 1930 года был направлен в 1-й пограничный отряд войск ОГПУ, где служил на должностях начальника заставы и помощника коменданта пограничного отряда по политической части, исполняющего должность командира дивизиона маневренной группы и начальника штаба пограничного отряда.
В мае 1935 года был назначен на должность начальника 2-го отделения штаба, затем — на должность начальника штаба 7-го пограничного отряда войск НКВД, в декабре 1939 года — на должность командира 1-го пограничного отряда войск НКВД, а затем — на должность командира 101-го пограничного полка войск НКВД (Ленинградский военный округ), после чего принимал участие в боевых действиях в ходе в советско-финской войны.

### Великая Отечественная война
С началом войны Жуков находился на прежней должности.
10 февраля 1942 года был назначен на должность коменданта 23-го укрепрайона 14-й армии, Карельского фронта, в июле — на должность заместителя командующего Северным оборонительным районом, в октябре — на должность командира 104-й стрелковой дивизии, которая принимала участие в оборонительных боевых действиях на мурманском направлении.
В октябре 1944 года был назначен на должность командира 127-го лёгкого горнострелкового корпуса, который принимал участие в ходе Петсамо-Киркенесской наступательной операции и освобождении города Петсамо. За образцовое выполнение заданий командования по овладению Петсамо и проявленные при этом доблесть и мужество корпус был награждён орденом Красного Знамени. С ноября корпус занимал оборону по государственной границе с Финляндией и в феврале 1945 года был передан в состав 4-го Украинского фронта, после чего принимал участие в боевых действиях в ходе Моравско-Остравской и Пражской наступательных операций, а также в освобождении городов Моравска-Острава, Жилина и других. За образцовое выполнение заданий командования и проявленные доблесть и мужество в этих боях Георгий Андреевич Жуков был награждён орденом Суворова 2-й степени.

### Послевоенная карьера
С сентября 1945 года находился в распоряжении Главного управления кадров НКО, и в мае 1946 года был направлен на учёбу на высшие академические курсы при Высшей военной академии имени К. Е. Ворошилова, после окончания которых в марте 1947 года был назначен на должность начальника штаба 29-го стрелкового корпуса, в апреле 1949 года — на должность начальника оперативного управления — заместителя начальника штаба Киевского военного округа, в ноябре 1950 года — на должность начальника штаба — 1-го заместителя командующего 1-й Отдельной Краснознамённой армией (Дальневосточный военный округ), в сентябре 1953 года — на должность старшего военного советника начальника генштаба албанской армии, а в сентябре 1957 года — на должность начальника военной кафедры Львовского государственного института физкультуры.
В августе 1959 года в звании генерал-майора вышел в запас. Умер 22 сентября 1975 года в Краснодаре.

## Награды
- Орден Ленина;
- Пять орденов Красного Знамени;
- Орден Суворова 2 степени;
- Орден Кутузова 2 степени;
- Орден Красной Звезды;
- Медали.